# Королёвка (Малинский район)
Королёвка (укр. Королівка) — село на Украине, основано в 1649 году, находится в Малинском районе Житомирской области.
Код КОАТУУ — 1823482205. Население по переписи 2001 года составляет 24 человека. Почтовый индекс — 11655. Телефонный код — 4133. Занимает площадь 0,36 км².

## Адрес местного совета
11655, Житомирская область, Малинский р-н, с. Ворсовка

## Известные уроженцы, жители
- Кишковский, Збигнев Николаевич (1902-2008) — советский учёный в области технологии и химии вина. Доктор технических наук.